# هارتس لوكيشن (نيوهامشير)
هارتس لوكيشن (بالإنجليزية: Hart's Location, New Hampshire)‏ هي بلدة أمريكية تقع في الولايات المتحدة في Carroll County. يقدر عدد سكانها بـ 41 نسمة ومساحتها 48.1 كم2 وترتفع عن سطح البحر 273 متر.